# Casinaria morionella
Casinaria morionella là một loài tò vò trong họ Ichneumonidae.